# Canoo
Canoo, früher bekannt als Evelozcity, war ein börsennotiertes US-amerikanisches Unternehmen und ehemaliger Hersteller von Elektrofahrzeugen. Der Sitz des Unternehmens befindet sich in Bentonville in Arkansas. Das Unternehmen war auf Autos, Kleinbusse und Nutzfahrzeuge spezialisiert, welche im unteren und mittleren Preissegment liegen sollen.

## Geschichte

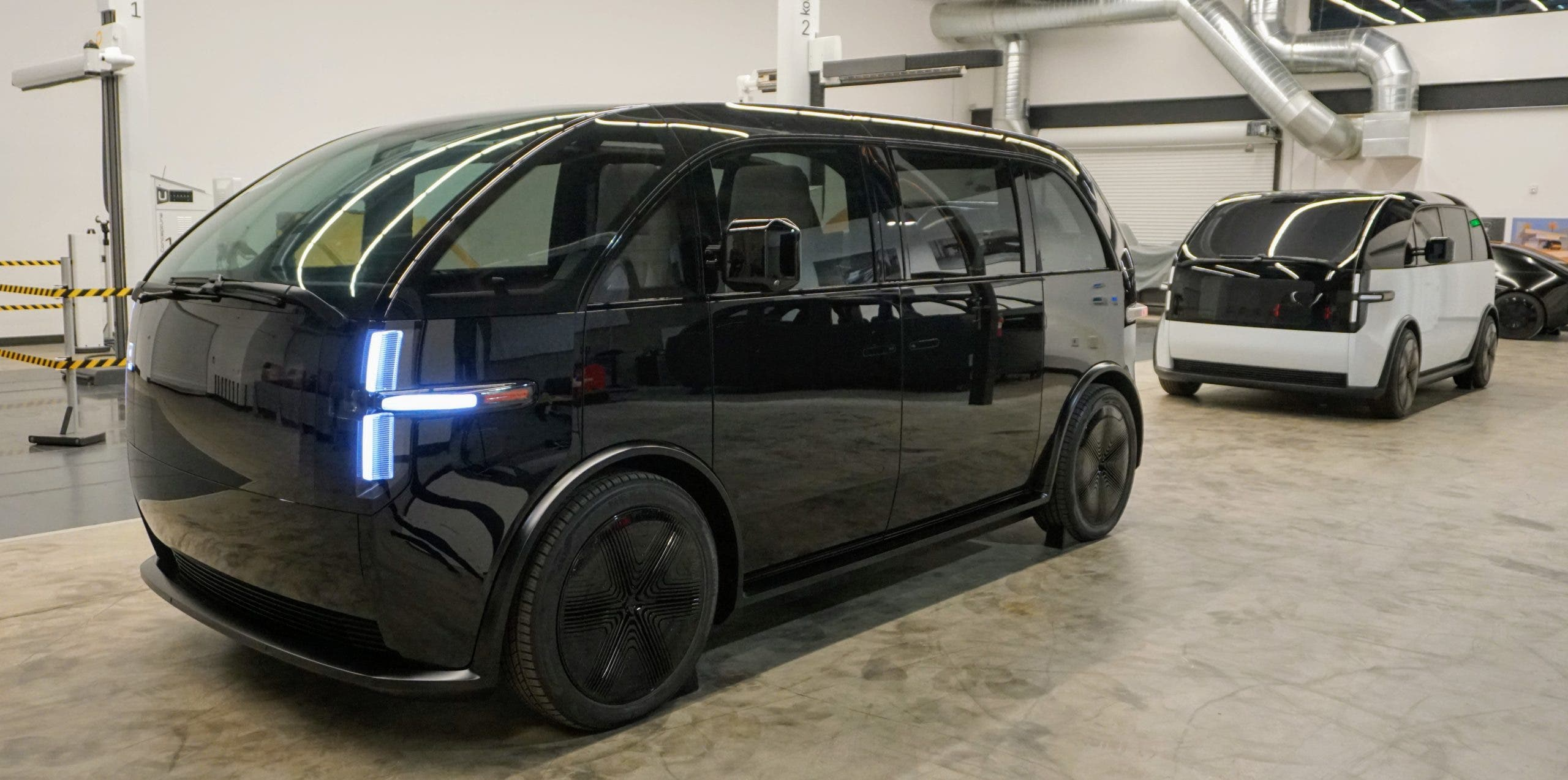
Elektrischer Van Canoo

Canoo wurde 2018 unter dem Namen Evelozcity von den Managern Stefan Krause, Karl-Thomas Neumann und Ulrich Kranz gegründet. Krause war davor Finanzvorstand bei BMW, der Deutschen Bank und von Faraday Future. Neumann ist ehemaliger Vorstandsvorsitzender von Opel und Kranz arbeitete als Ingenieur und Projektleiter für das „Project i“ von BMW. Das Konzept des Unternehmens ist, günstige Elektrofahrzeuge für Miet- und Sharing-Dienste sowie den privaten Gebrauch zu produzieren.
Im März 2019 wurde das Unternehmen in Canoo umbenannt. Im August 2019 zog sich Krause aus dem Vorstand zurück und verließ schließlich Mitte 2020 das Unternehmen ganz.
Im September 2019 stellte das Unternehmen seinen ersten Prototypen vor, den elektrischen Van Canoo.
Im Februar 2020 gab die Hyundai Motor Group, die Muttergesellschaft von Hyundai Motors und Kia Motors, bekannt, dass das Unternehmen bei der gemeinsamen Entwicklung einer neuen Plattform für Elektrofahrzeuge mit Canoo zusammenarbeiten wird. Die Plattform würde sowohl für Kompaktfahrzeuge als auch für Flottenfahrzeuge wie Shuttles genutzt.
Im September 2020 wurde bekannt, dass Canoo mit dem SPAC Hennessy Capital Acquisition Corp. IV fusioniert. Durch die Fusion erhielt das Unternehmen eine Notierung an der Technologiebörse NASDAQ.
Dabei wurden 300 Millionen US-Dollar eingesammelt, die die Produktion des Minivans Canoo finanzieren sollten, welcher 2022 auf den Markt kommen sollte.
Im März 2021 beendete Canoo seine Partnerschaft mit der Hyundai Motor Group aufgrund einer Änderung der Unternehmensstrategie. Das Unternehmen gab außerdem bekannt, dass es sich vom Fahrzeugabonnement auf den direkten Verkauf von Nutzfahrzeugen verlagern würde.
Im Juni 2021 gab das Unternehmen bekannt, dass es eine neue Fabrik außerhalb von Tulsa, Oklahoma, bauen würde, um alle zukünftigen Fahrzeuge zu produzieren. Niederländische Medien berichteten zudem, dass das niederländische Unternehmen VDL Nedcar die Produktion von Canoo Minivans für den europäischen Markt aufnehmen würde. Von diesem Vorhaben sah Canoo jedoch im Dezember 2021 ab. VDL Nedcar wird eine durch Canoo geleistete Vorauszahlung in Höhe von 30,4 Millionen Dollar zurückzahlen. Ganz unterbrochen werden die Beziehungen zu VDL jedoch nicht. Die VDL-Gruppe wird Anteilseigner an Canoo mit einer Beteiligung in Höhe von 8,4 Millionen Dollar.
Im Januar 2025 beantragte Canoo ein Insolvenzverfahren nach Chapter 7 und stellte den Betrieb mit „sofortiger Wirkung“ ein.